# L'Initiation (tijdschrift)
L'Initiation is een Frans esoterisch tijdschrift.
Het werd in oktober 1888 door Papus (Gérard Encausse) opgericht. George Montière werd redacteur en als redactiesecretarissen werden Charles Barlet en Julien Lejay aangesteld. In oktober 1912 verscheen het laatste nummer van de oude reeks van dit maandblad.
In 1953 werd het door Dr. Philippe Encausse, zoon van Papus, opnieuw leven ingeblazen. Het eerste nummer van de nieuwe reeks verscheen in januari/februari 1953. Philippe Encausse was directeur, gerant, eigenaar en hoofdredacteur van januari 1953 tot juli 1984.  
Tijdens het beleid van directeur Michel Léger en hoofdredacteur Yves-Fred Boisset, sedert 1984 kreeg het tijdschrift een grote uitbreiding.
Begin 2019 gaf Boisset de hoofdredactie door aan zijn adjunct Bruno Le Chaux. Na de dood van Michel Léger in 2020 kwam de directie in handen van Michel Thiolat.
Naast de Franse editie verschijnt L'Initiation momenteel ook in andere talen, momenteel in de Verenigde Staten van Amerika, in Spanje en in Brazilië.
Het tijdschrift handelt over martinisme, esoterie en vrijmetselarij.
Jarenlang was L'Initiation de spreekbuis van de Ordre Martiniste. Nadat het blad in het begin van de 21ste eeuw zijn oriëntatie verruimde naar de andere initiatieke genootschappen, werd Le Flambeau het officiële tijdschrift van de Franse martinistenorde. Sedert 2013 verschijnt L'Initiation enkel nog digitaal en de naam werd gewijzigd in L'Initiation Traditionnelle.

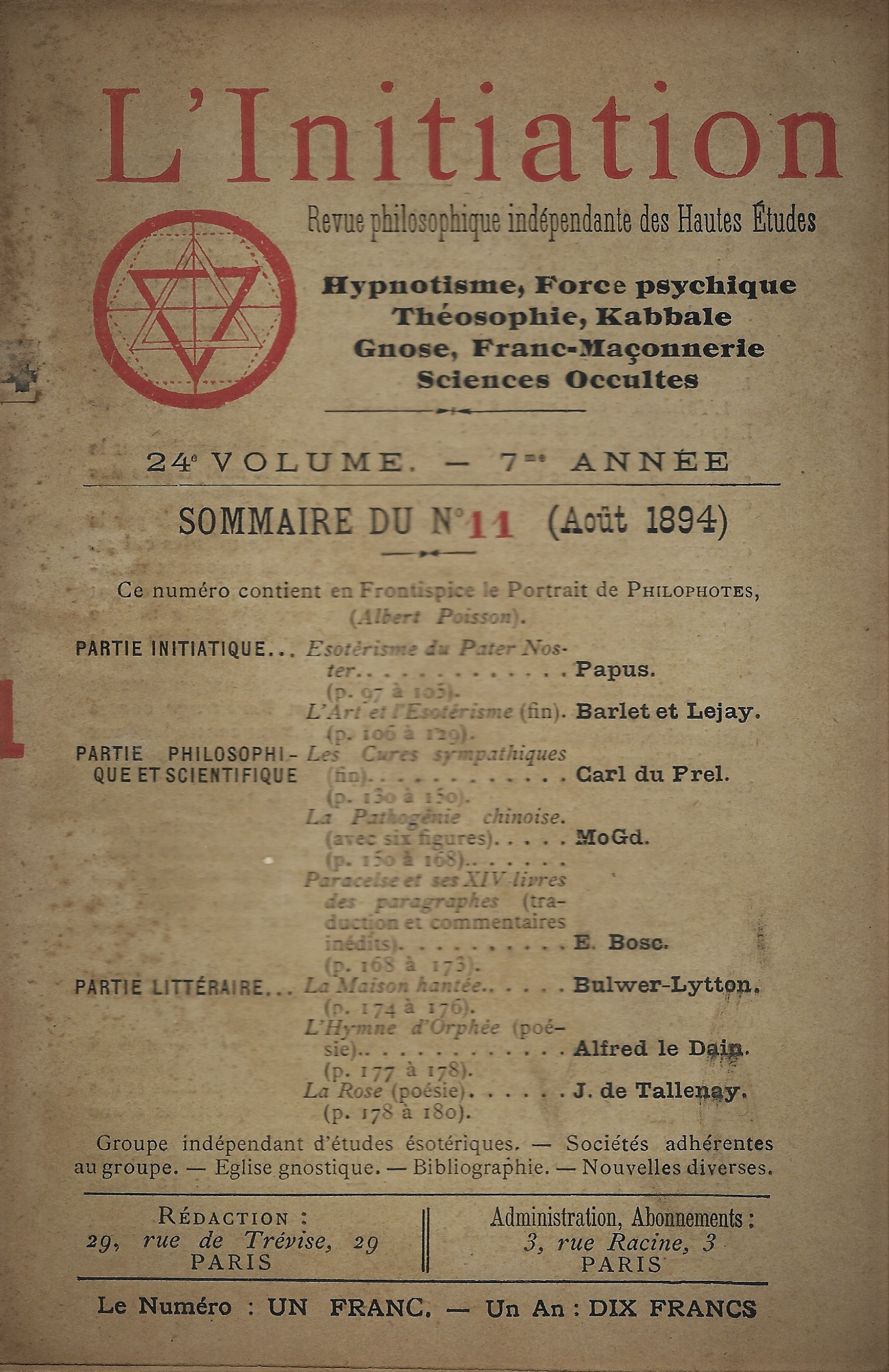
L'Initiation ten tijde van Papus

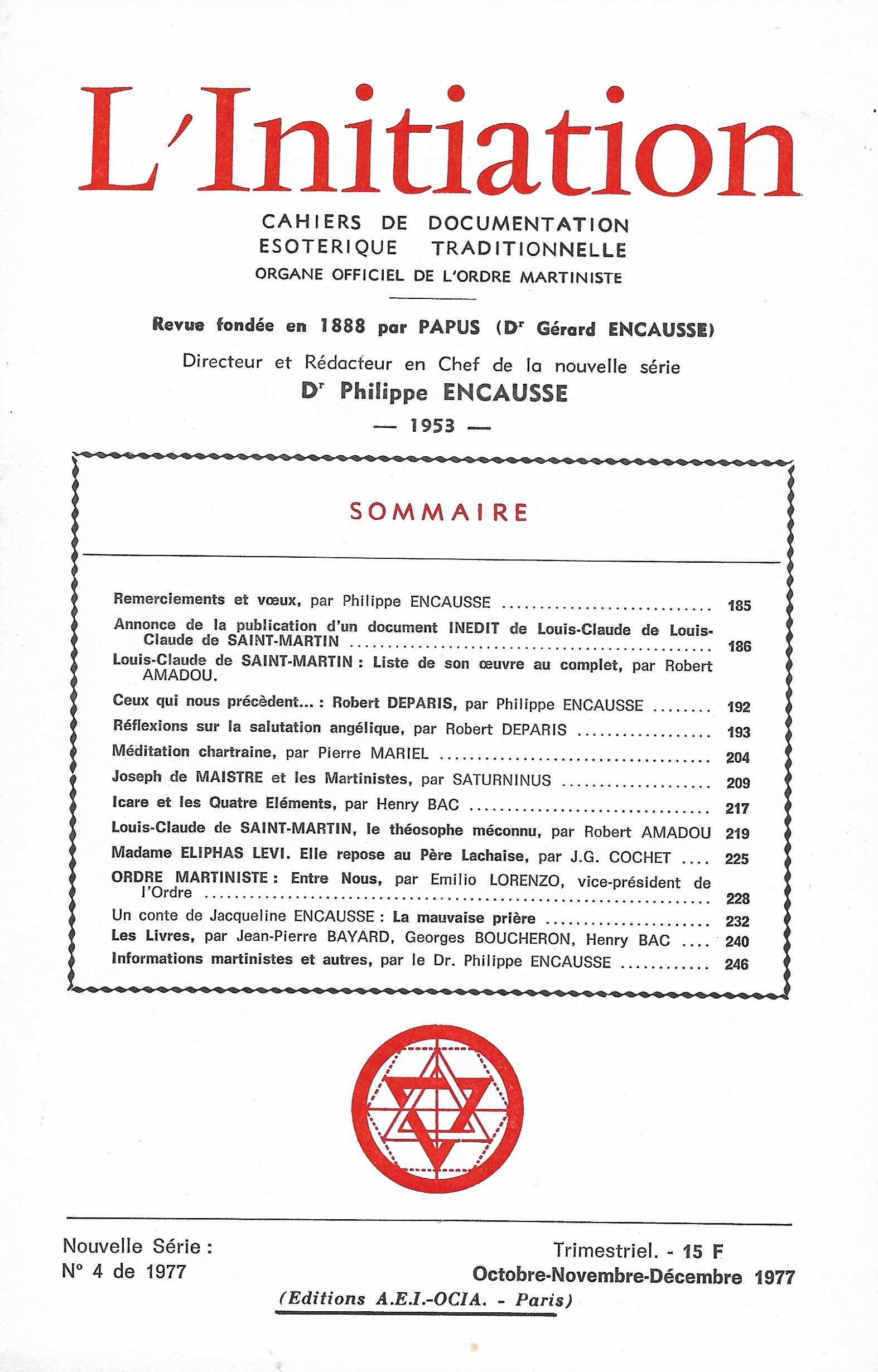
L'Initiation ten tijde van Philippe Encausse

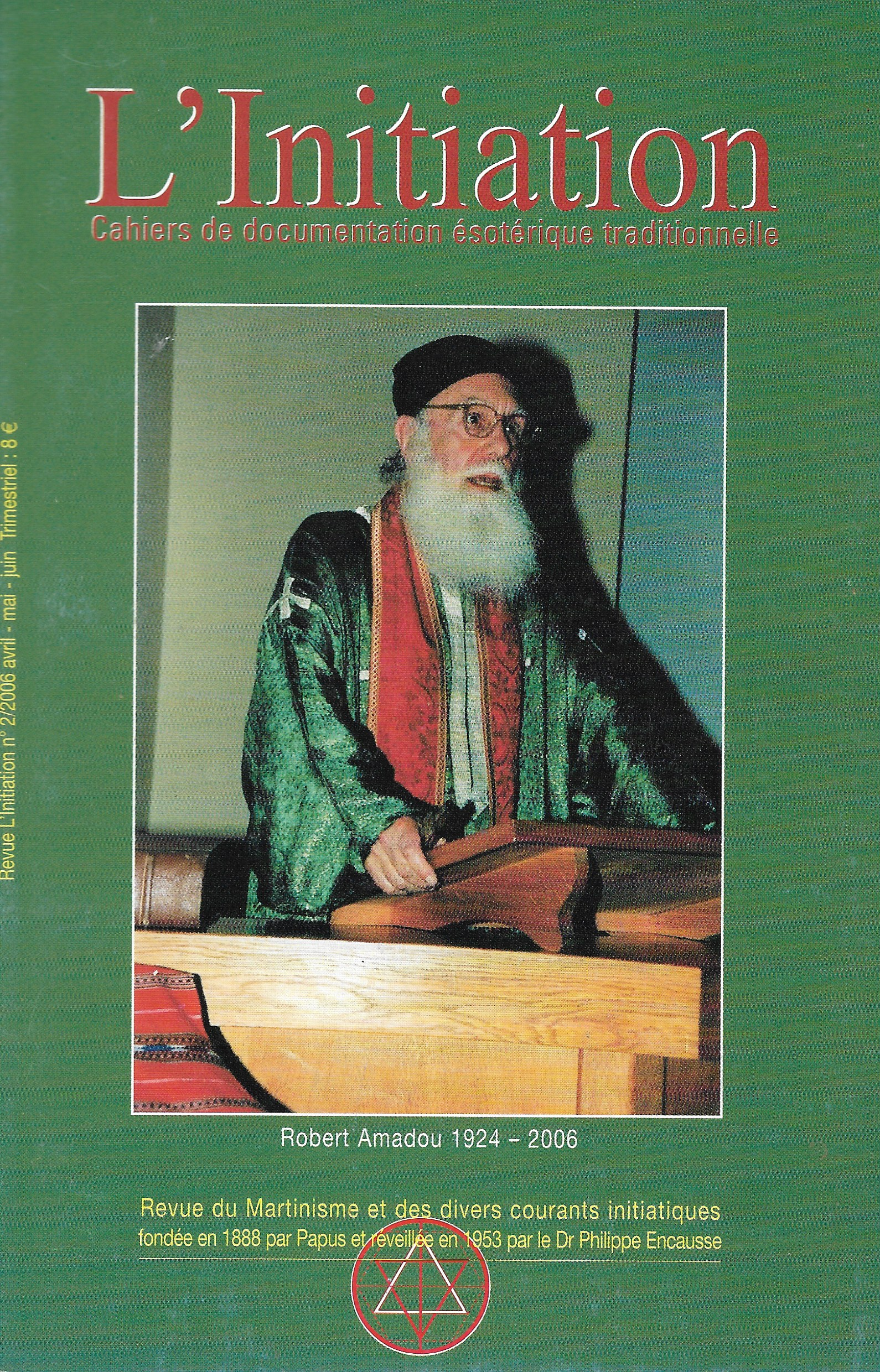
L'Initiation ten tijde van Yves-Fred Boisset